# E848
E848 eller Europaväg 848 är en europaväg som går mellan Nicastro och Catanzaro i södra Italien. Längd 40 km.

## Sträckning
Nicastro - Catanzaro

## Standard
Vägen är motortrafikled större delen av sträckan, förutom en kort bit landsväg mellan Catanzaro och E90. 

## Anslutningar till andra europavägar
- E45
- E90